# 臺北市政府工務局大地工程處
臺北市政府工務局大地工程處（簡稱大地處），是臺北市政府二級機關，前身「臺北市大地工程處」2010年1月28日成立，成立時隸屬臺北市政府產業發展局；為防災任務整合之需要，2012年1月18日改隸臺北市政府工務局。

## 組織沿革
有關大地處的成立，緣係臺北市政府為統一山坡地事權，強化坡地防災、減災及處理效率，以原有產業發展局所轄之坡地保育、水土保持、農林漁牧等山坡地防災業務為架構，整合臺北市政府工務局（新建工程處）山區既成道路邊坡搶災復建工作、臺北市政府都市發展局（建築管理處）山坡地集合住宅邊坡管理工作、臺北市政府觀光傳播局風景區管理業務及各區公所產業道路及登山步道維護等工作，創先成立大地處，是中華民國首創的山坡地專責機關，也是臺北市政府負責《水土保持法》、《山坡地保育利用條例》、《森林法》、《地質法》的主政機關。
大地處組織規程於2009年10月7日經臺北市議會第10屆第6次定期大會審議通過，嗣於2010年1月28日由臺北市市長郝龍斌揭牌成立，下設企劃科、道路步道科、森林遊憩科、土石流防治科、坡地整治科、坡地住宅科、審查管理科等7個業務科（每科各下設2股，共有14股），並設有秘書室、會計室、人事室、政風室等4個幕僚室，編制職員135人、職工35人，合計編制員工170人。
嗣後，臺北市政府為整合強化防救災資源及效能，提報臺北市議會於2011年11月2日第11屆第2次定期大會審議通過大地工程處改隸臺北市政府工務局，機關更名為「臺北市政府工務局大地工程處」，並於2012年1月18日揭牌。

## 組織架構

### 處本部
- 處長
- 副處長
- 總工程司
- 主任秘書

### 內部單位
- 企劃科 ：本市山坡地安全管理政策研擬，山坡地範圍及特定水土保持區調查、劃定，環境地質及防災資料庫、雨量及土石流觀測系統等建置、更新、維護，工程考工等事項。
- 道路步道科 ：登山步道股、山區道路股本市山區道路(不含都市計畫道路)及登山步道之闢建、維護、管理，山坡地既成道路之邊坡改善、維護及災害復舊等事項。
- 森林遊憩科 ：休閒遊憩股、森林保育股本市森林及保安林之調查、保育、開發及利用，風景區、露營場與苗圃之規劃、經營、管理等事項。
- 土石流防治科 ：溪溝治理股、土石流治理股本市山坡地野溪、山溝、土石流潛勢溪流治理之調查、規劃、整治及災害復舊等事項。
- 坡地整治科：農地治理股、治山防災股本市山坡地環境敏感區、礦渣區、未徵收公園預定地之治理及災害復舊，山坡地農地之水土保持治理及農村新風貌調查規劃、執行等事項。
- 坡地住宅科 ：邊坡管理股、住宅管理股本市山坡地老舊聚落、集合住宅與非集合住宅社區邊坡之安全檢查，山坡地道路、住宅及農地邊坡調查、建檔及督導改善等事項。
- 審查管理科 ：計畫審查股、巡查管理股本市山坡地開發利用之水土保持計畫審查及施工監督檢查，山坡地違反水土保持法、山坡地保育利用條例案件之查報、取締及強制執行等事項。
- 秘書室 ：文書、檔案、出納、總務、財產之管理與法制、研考等業務及不屬於其他各單位事項。
- 會計室：依法辦理歲計會計及統計事項。
- 人事室：依法辦理人事管理事項。
- 政風室：依法辦理政風事項。

## 外部連結
- 臺北市政府工務局大地工程處 （页面存档备份，存于）（中文）（英文）